# Marie Aioe Dorion
Marie Aioe Dorion (c. 1786 – 5 de setembre de 1850) va ser l'única dona enviada a una expedició de l'empresa Pacific Fur Company al nord-oest de l'Oceà Pacífic el 1810. Es va casar amb Pierre Dorion el 1806. Sembla que va ser filla d'una dona de la tribu Iowa i un home francocanadenc. També va rebre el nom de Walks Far Woman, i Marie Laguivoise, aquest últim es va registrar el 1841 a la Missió de Willamette i aparentment és una variació d'Aiaouez, que més tard es convertiria en el terme Iowa.

## Joventut
És probable que Marie i Sacajawea es coneguessin. Peter Stark assenyala les similituds entre les dues dones en el seu llibre Astoria: ambdues dones vivien originalment en el petit nucli de St. Louis, i eren dones intèrprets que treballaven en el negoci creixent de la venda de pells a Missouri.

## Oceà Pacífic
El seu marit, Pierre Dorion Jr., va ser contractat per l'empresa de pell per unir-se a Wilson Price Hunt i altres per fer una expedició terrestre amb la Pacific Fur Company. Ella tenia dos fills, que probablement tenien dos i quatre anys. Va donar a llum a un altre nen a prop de North Powder, Oregon, que va morir diversos dies més tard. Després d'arribar a Fort Astoria, Marie i la seva família van caçar a la zona del Riu Snake. Mentre transportava correu el gener de 1814, Marie Dorion va conèixer per un caminant que el seu marit i un grup de caçadors estaven a punt de ser atacats per una banda de Bannocks. Després de viatjar sola durant tres dies amb els seus dos fills, va trobar l'escena de l'atac. Només el caçador LeClarc estava viu, i el va evacuar amb un cavall, i es va allunyar de la zona d'un cavall. Malgrat l'atenció mèdica de Dorion, va morir la mateixa nit.
Marie va enviar ràpidament els cavalls abandonats pels guerrers de Bannock a la petita oficina comercial de pells. Tot i això, en arribar a la oficina, va descobrir que alguns havien estat assassinats i se'ls havia tret la pell. En intentar arribar a una altra estació segura de comerç de pell al nord-oest del Pacífic, un dels dos cavalls de Marie va caure a les Blue Mountains. Mentre esperava que arribés la primavera, va cuidar els seus dos infants durant 50 dies d'hivern. Marie va fer paranys per tenir ratolins i esquirols per la seva família. També va cuidar gallines i va recol·lectar fruits del bosc per evitar que la seva família passés gana. A finals de març va poder desplaçar-se cap a l'oest fins a arribar al poble de Walla walla exhausta i sense menjar. El líder del poble li va donar queviures per poder tornar a Fort Astoria.
Marie es va casar dues vegades més i va tenir tres fills més. El seu segon marit va ser Louis Venier. Amb el seu tercer marit, Jean Toupin, van anar a viure a prop de Saint Louis, a la French Prairie. Va ser aquí on va començar a ser coneguda com a "Madame" o "Madame Iowa". Un dels dos fills grans, Jean Baptiste, es va unir a les files dels soldats d'Oregon per lluitar a la guerra de Cayuse.

## Mort i llegat

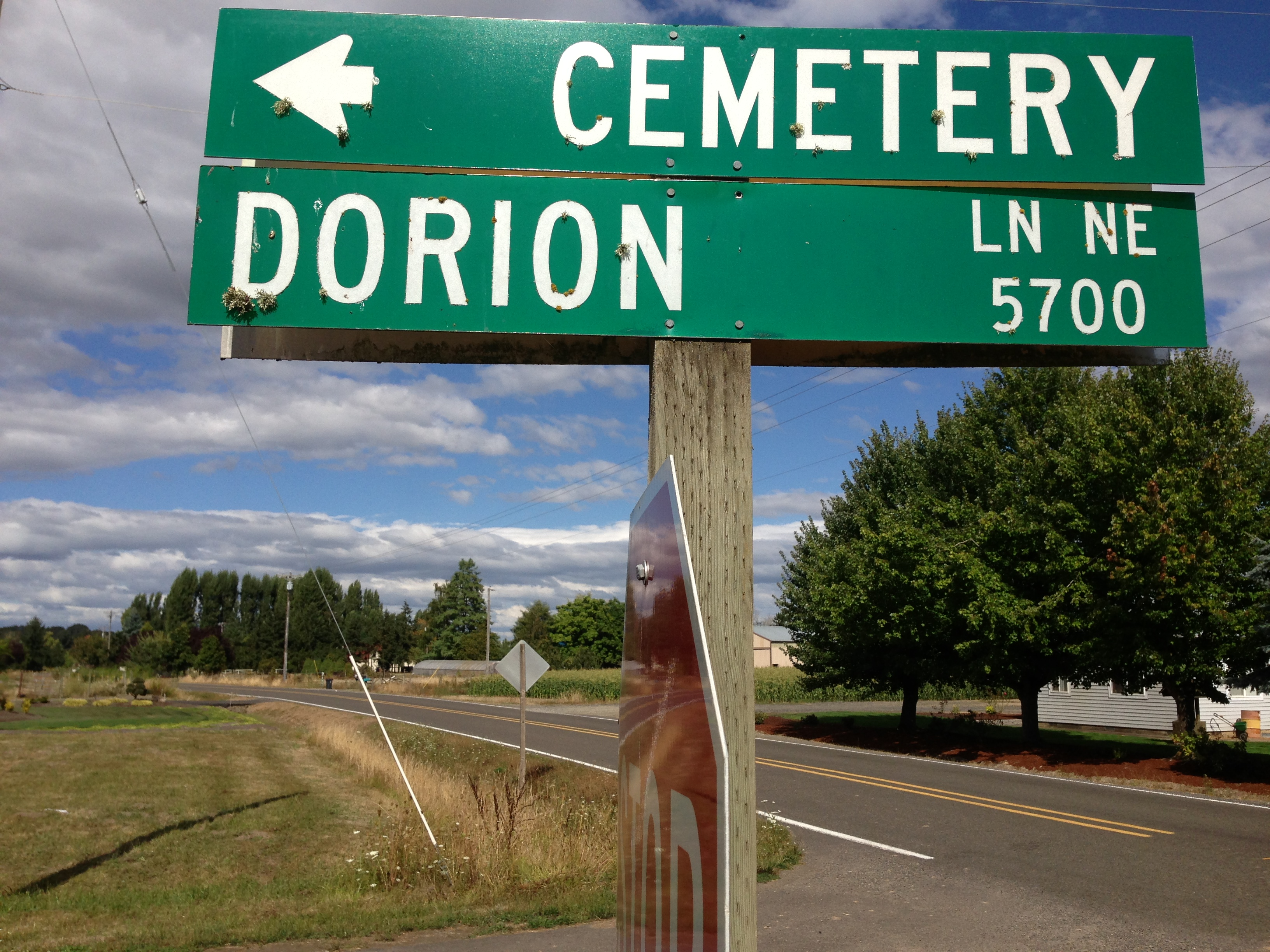
Dorion Lane a St. Louis, Oregon

Va morir el 5 de setembre de 1850 i va ser enterrada a l'església catòlica de Saint Louis. Quan l'església es va incendiar el 1880 i es va construir l'església actual, la ubicació de la tomba de Dorion va ser oblidada i segueix sent desconeguda fins als nostres dies. No va ser fins que els antics registres de l'església es van traduir del francès a l'anglès, molts anys després de la desaparició de l'església original, que es va saber que Dorion havia estat enterrada allà. No hi ha cap registre de per què va rebre aquest honor en lloc de ser enterrada al cementiri proper, però l'enterrament a l'església requereix un permís especial i podria ser que Dorion havia estat especialment devota.
Entre els espais que recorden a Dorion hi ha el Parc Memorial Madame Dorion als peus de les Blue Mountains, a prop de Milton-Freewater, Oregon, i la residència del complex Dorion a la Eastern Oregon University de La Grande. Hi ha una placa a prop de North Powder on s'indica que és l'indret on probablement va néixer. És també un dels 158 noms de persones importants per a la història d'Oregon que es figuren a les càmeres del Senat i del Capitoli de l'Estat d'Oregon. El seu nom figura al senat. A St. Louis, Oregon, un carrer porta el seu nom. El parc Madame Dorian Memorial, situat a prop de Wallula, porta el nom en honor seu.
L'escriptor d'Oregon Jane Kirkpatrick va escriure la trilogia de novel·la històrica Tender Ties basada en la vida de Dorion. Els títols individuals de la sèrie són A Name of Her Own, Every Fixed Star, i Hold Tight the Thread.
El 10 de maig de 2014, les Filles de la Revolució americana van mantenir un servei a l'església catòlica de Saint Louis en honor de Dorion.